# Viaduc d’Yverdon

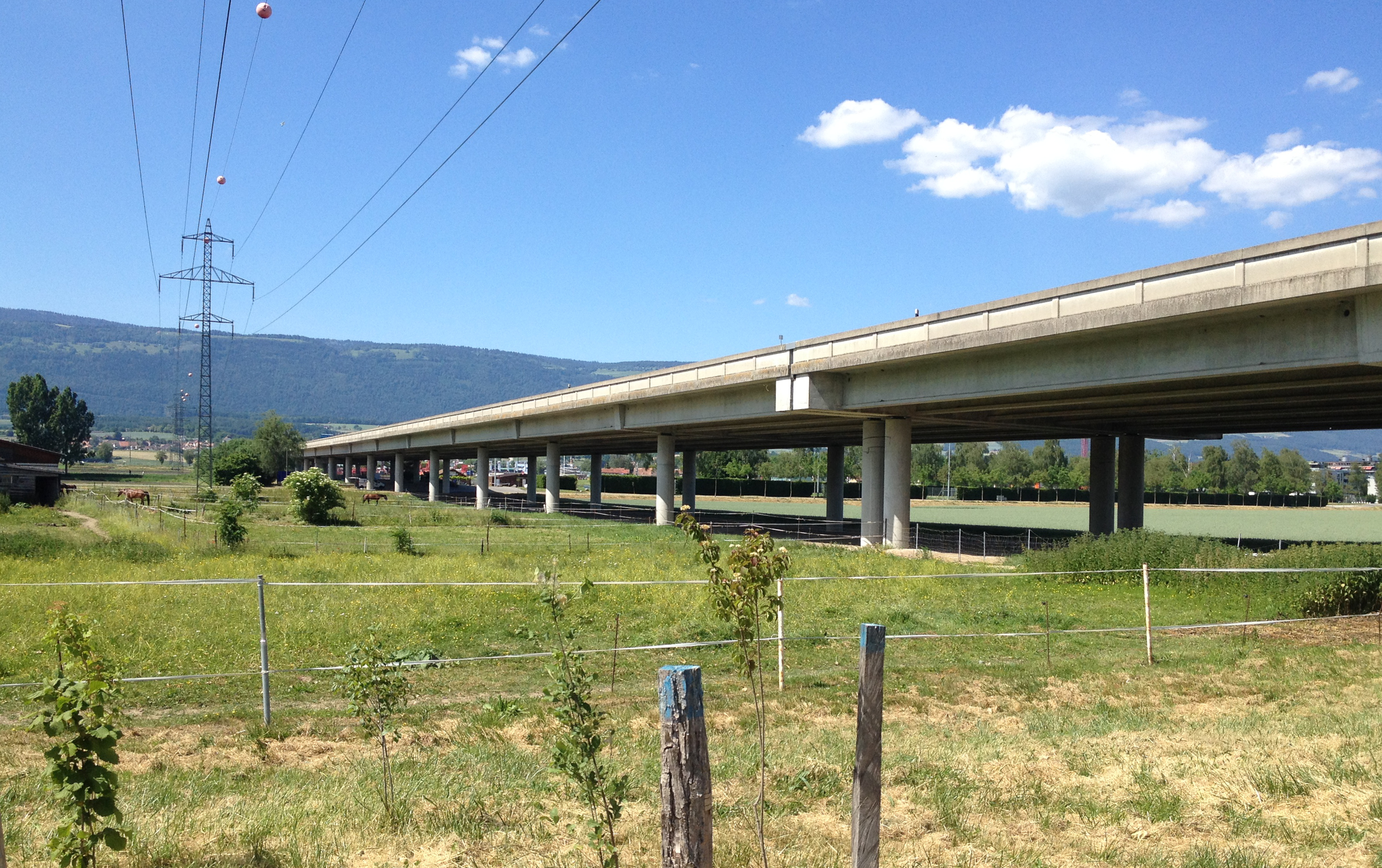
Viaduc d’Yverdon

Das Viaduc d’Yverdon nahe der Stadt Yverdon-les-Bains im Kanton Waadt ist Bestandteil der Autobahn A5, gehört zur Umfahrung von Yverdon-les-Bains und ist mit 3155 Metern das längste Viadukt der Schweiz.
Erbaut wurde das Viadukt im Jahr 1982 vom Ingenieurbüro Perret-Gentil, Rey & Associés, in Betrieb genommen wurde es 1984. Es überquert die Orbeebene, einschliesslich vier Gewässer – der Thielle, dem Mujon, dem Canal Oriental und der Bey – der Bahnstrecke Lausanne–Biel/Bienne und mehreren Strassen. Die Brücke hat zwei Fahrstreifen und einen Pannenstreifen in jeder Richtung. Sie wird von Pfeilerpaaren mit einer Regelspannweite von 32 m auf etwa 8 m Höhe über dem ehemaligen sumpfigen Gelände der Orbeebene getragen.